# Melnické pyramidy
Melnické pyramidy (bulharsky Мелнишки пирамиди) jsou chráněná geologická lokalita poblíž města Melnik v Blagoevgradské oblasti v jihozápadním Bulharsku při hranicích s Řeckem. Území je chráněno jako přírodní památka od roku 1960, v roce 1978 byla vyhláškou Výboru na ochranu životního prostředí při Radě ministrů Bulharské lidové republiky rozloha chráněného území rozšířena na 1165,6 ha.  

## Geografie a geologie

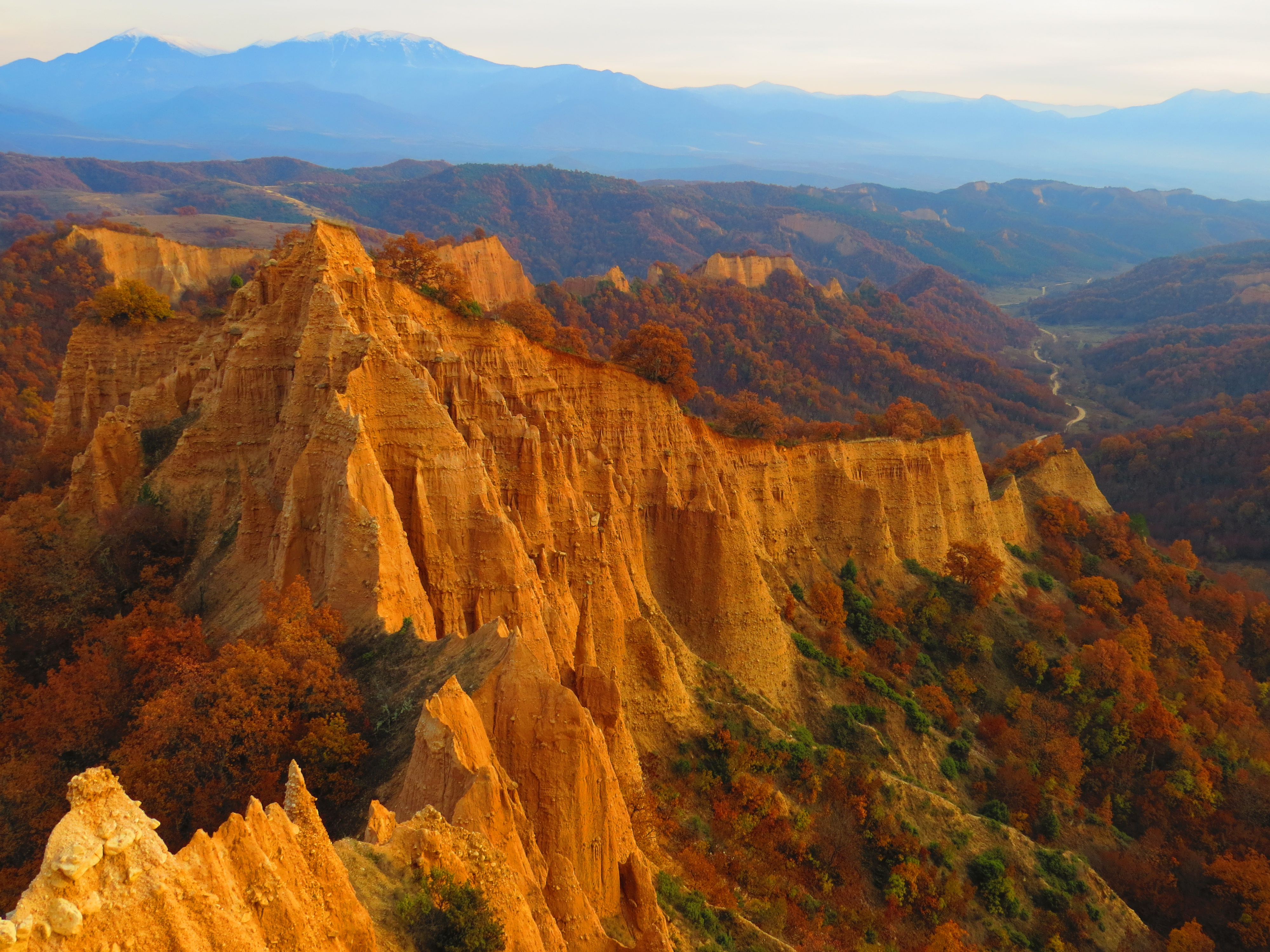
Krajina u Melniku, na obzoru Pirin

Lokalita se rozprostírá v jihozápadním výběžku pohoří Pirin kolem města Melnik a vesnic Karlanovo (Кърланово), Rožen (Рожен) a Sušica (Сушица), které jsou součástí obštiny Sandanski. Chráněné území se nachází v nadmořské výšce od 350 do 850 m n. m.

Melnické zemní pyramidy jsou svým původem a složením podobné jiné bulharské geologické lokalitě - Stobským pyramidám. Zdejší území je tvořeno pliocenními sedimenty, které byly sneseny z okolních vyšších poloh a uloženy na dně jezera, které existovalo na konci neogénu v oblasti mezi Pirinem, Malaševským pohořím, Ograždenem a Belasicí v době před cca 5 - 3 milióny let. Původní mocnost pískovcových a slepencových sedimentárních vrstev byla kolem 500 metrů, přičemž tyto vrstvy, tvořené poměrně měkkým a nesoudržným materiálem, jsou po tisíciletí rozrušovány erozní činností větru a vody.

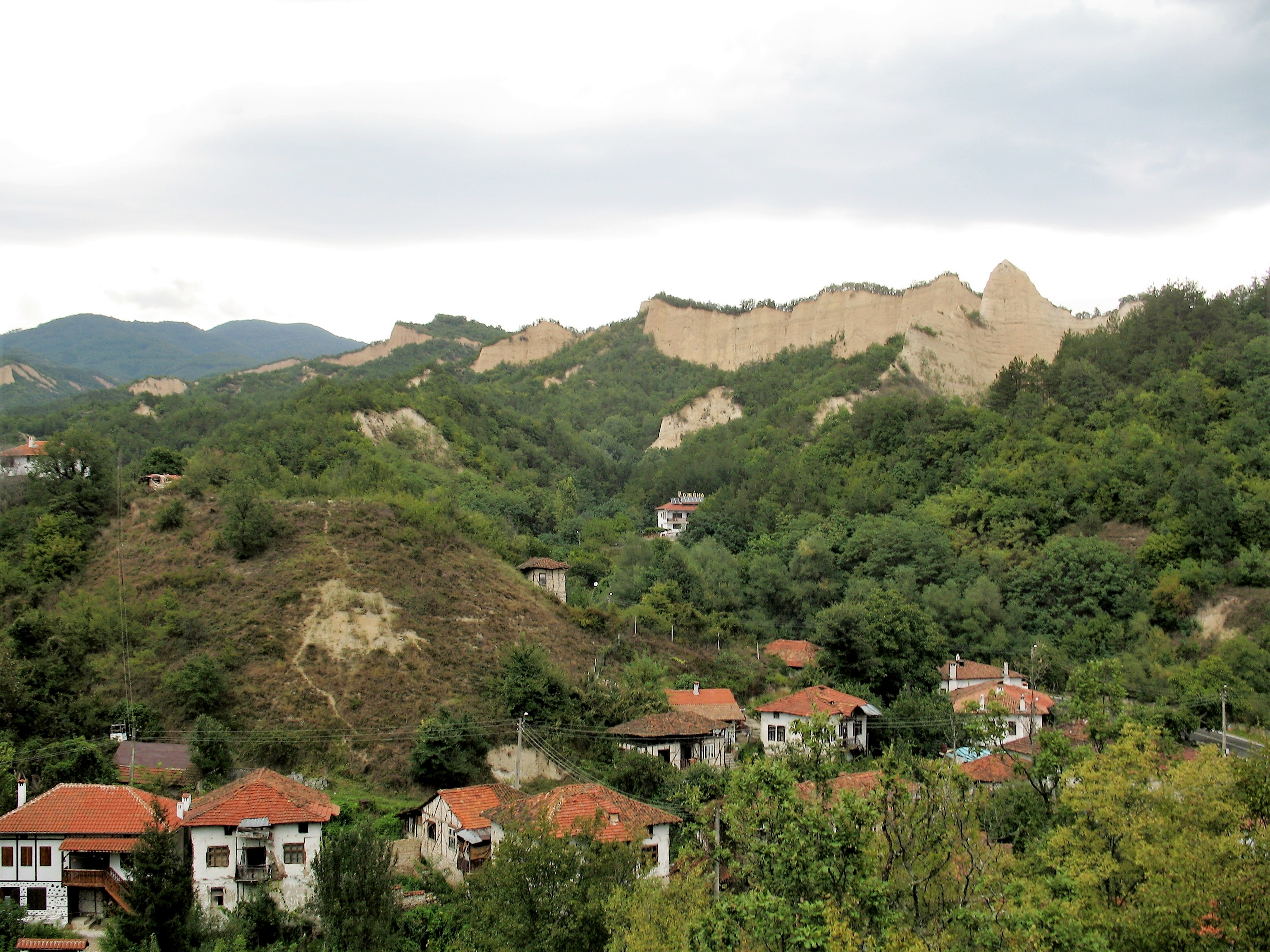
Pyramidy u vesnice Rožen

Melnické pyramidy místy dosahují výšky až 100 metrů. Vyskytují se zde různé geomorfologické tvary, jako jsou skalní hřiby, věže, skalní jehly či ostré hřebeny, přičemž nejznámější útvary se nacházejí v okolí vesnice Karlanovo či kolem samotného centra Melniku. V důsledku permanentně probíhající eroze se tyto tvary neustále proměňují.

## Přístup
Od odbočky z dálnice A 3 "Struma" poblíž obce Damjanica (Дамяница), kde je též železniční zastávka na železniční trati ze Sofie do Řecka, je po místní silnici Melnik vzdálen 13 km. Na hraniční přechod Kulata - Promachonas je z Melniku vzdálenost zhruba dvojnásobná. Za nejlepší pohled na panorama Melnických zemních pyramid se považuje výhled od Roženského kláštera.